# Fumureni
Fumureni – wieś w Rumunii, w okręgu Vâlcea, w gminie Lungești. W 2011 roku liczyła 678 mieszkańców.